# Феодосий (Мельник)
Архимандри́т Феодо́сий (в миру Фёдор Ефи́мович Ме́льник; 8 [20] февраля 1891, Подольская губерния — 18 июля 1957, Монастырь Высокие Дечаны) — священнослужитель Сербской православной церкви, архимандрит, настоятель монастыря Высокие Дечаны. Ранее келейник митрополита Антония (Храповицкого).

## Биография

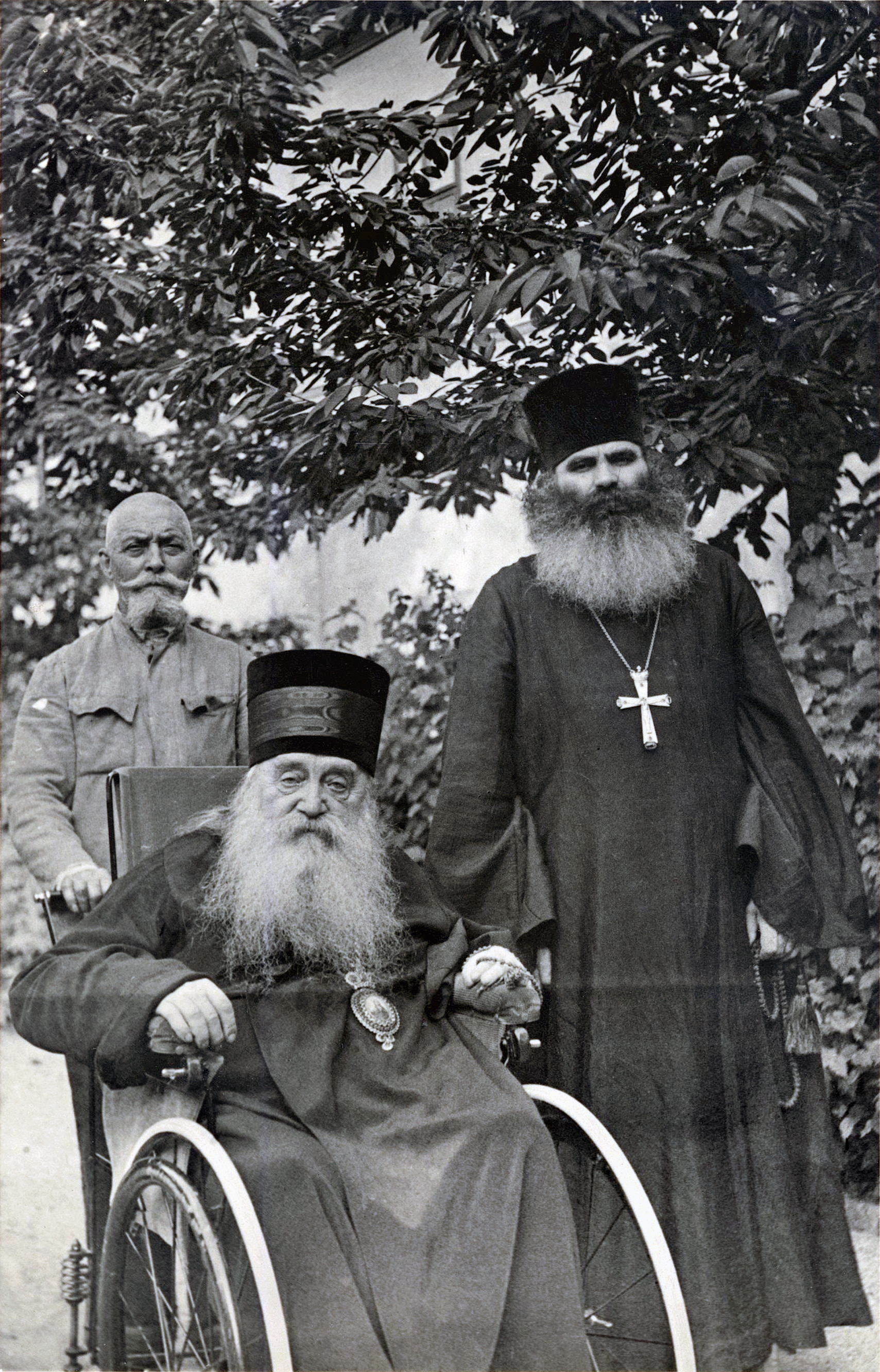
Митрополит Антоний (Храповицкий) и архимандрит Феодосий в монастыре Высокие Дечаны

Родился 8 февраля 1891 года в Подольской губернии в крестьянской семье. По окончании церковноприходской школы поступил послушником в Киево-Печерскую лавру.
В 1914 году был мобилизован в действующую армию, служил в артиллерии. В Первую мировую войну был старшим фейерверкером, награждён Георгиевскими крестами второй, третьей и четвертой степеней и Георгиевскими медалями.
В 1919 году вернулся обратно в Киево-Печерскую лавру. В том же году стал келейником митрополита Антония (Храповицкого), которого всю жизнь почитал как отца. Вместе с ним уехал в эмиграцию.
В 1921 году пострижен в монашество, был рукоположен во иеродиакона и иеромонаха. В 1922—1940 годы — помощник настоятеля русского православного прихода в городе Сремские Карловцы, бывший, в сущности, домовой церковью в митрополичьих покоях.
11 апреля 1930 года возведён в сан игумена. 26 августа 1932 года возведён в сан архимандрита. После смерти митрополита Антония какое-то время был келейником митрополита Анастасия (Грибановского).
14-24 августа 1938 года участник Второго всезарубежного собора в Сремских Карловцах.
По настоятельной просьбе Сербского патриарха был назначен в помощь епископу Митрофану (Абрамову) духовником в монашеской школе в монастыре Высокие Дечаны.
В 1940 году перешёл в подчинение Сербской православной церкви и стал настоятелем Дечанского монастыря. В годы второй мировой войны самоотверженно спас Дечанскую лавру от грозившего ей уничтожения вооружёнными бандами и оставался в ней настоятелем до своей кончины.
Скончался 18 июля 1957 года в монастыре Высокие Дечаны. Согласно завещанию, был похоронен в Белграде в усыпальнице Иверской часовни рядом со своим учителем — митрополитом Антонием.